# Gladhammar och Lunds by
Gladhammar och Lunds by is een plaats in de gemeente Västervik in het landschap Småland en de provincie Kalmar län in Zweden. De plaats heeft 76 inwoners (2005) en een oppervlakte van 27 hectare.